# Foreste di conifere montane di Hokkaido
L'ecoregione delle foreste di conifere montane di Hokkaido (codice ecoregione: PA0510) copre le regioni centrali montuose di Hokkaido, la più settentrionale delle isole principali del Giappone. Le foreste di abeti e abeti rossi prosperano grazie al freddo clima subalpino. All'estremità nord-orientale dell'isola, le foreste si estendono fino al mare, grazie all'influenza della fredda corrente Oyashio proveniente dal nord, anche se negli ultimi anni l'industria del legname ha esercitato una crescente pressione su queste aree.

## Geografia
La regione montuosa è circondata dalle pianure e dalle colline dell'ecoregione delle foreste decidue di Hokkaido. Al centro della regione si trova il complesso vulcanico Daisetsuzan, sito del parco nazionale omonimo, il più grande del Giappone. La più alta montagna dell'isola, e dell'ecoregione, è l'Asahi-dake, che raggiunge i 2290 m. Al di sopra della zona delle conifere, le condizioni alpine consentono lo sviluppo di boschetti di pino nano siberiano (Pinus pumila).

## Clima
Nell'ecoregione domina un clima continentale umido con estati calde (Dfb secondo la classificazione dei climi di Köppen), caratterizzato da grandi escursioni termiche stagionali e da estati calde (almeno quattro mesi con temperature medie superiori a 10 °C, ma nessuno con temperature medie superiori a 22 °C). Le precipitazioni medie si aggirano sui 1150 mm annui.

## Flora e fauna

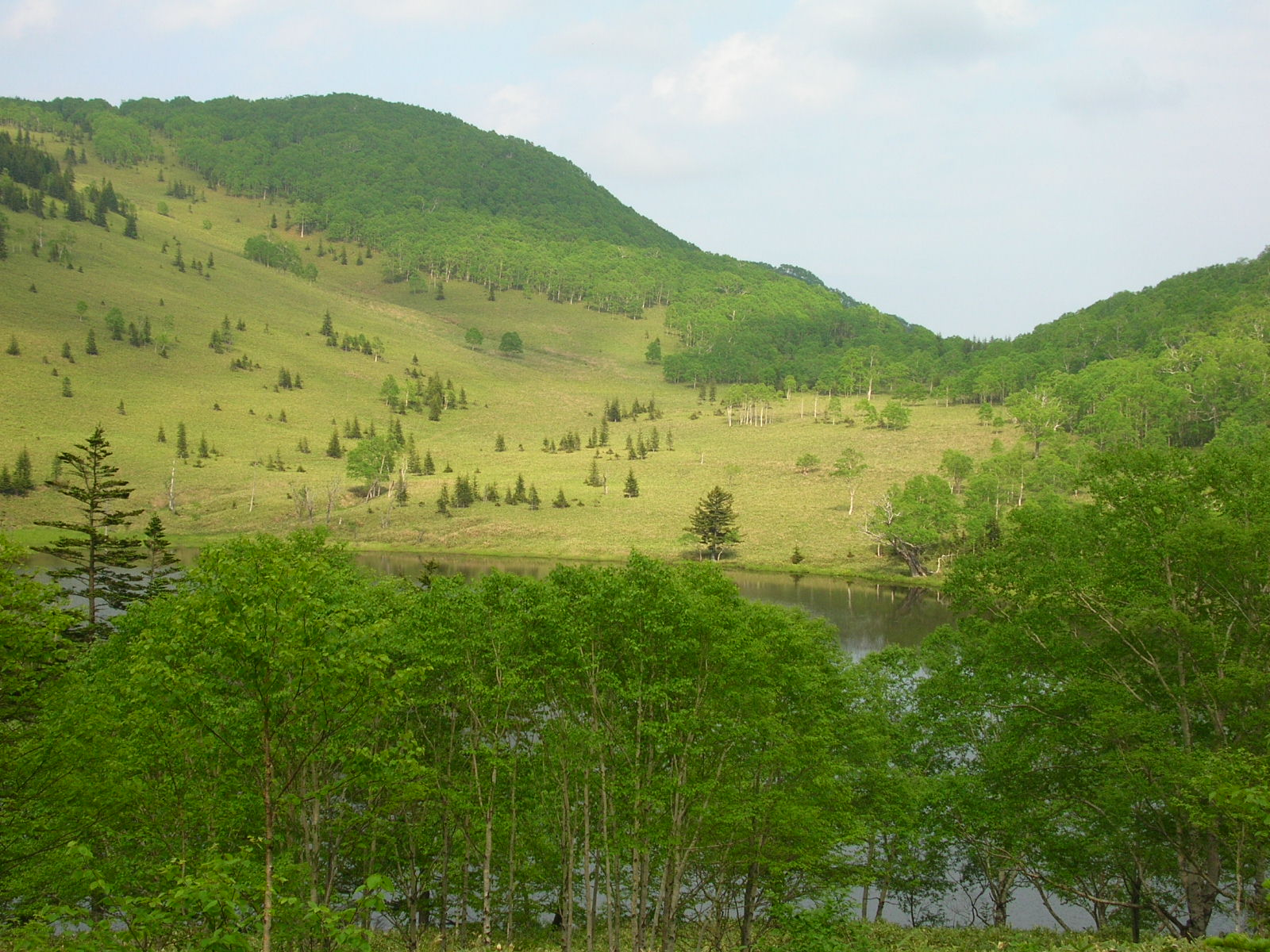
Scorcio del parco nazionale di Daisetsuzan, compreso entro i limiti dell'ecoregione delle foreste di conifere montane di Hokkaido

Le specie di alberi dominanti sono l'abete rosso di Ezo (Picea jezoensis), l'abete di Sachalin (Abies sachalinensis) e l'abete rosso di Sachalin (Picea glehnii). Vi sono anche boschetti sparsi di betulla di Erman (Betula ermanii). La fascia delle conifere si estende fino all'altitudine di 1500 m.
Il mammifero più grande del Giappone, l'orso bruno (Ursus arctos), è presente in tutta l'isola. Il pika siberiano (Ochotona hyperborea) e lo zibellino (Martes zibellina) vivono sotto gli alberi e sugli affioramenti rocciosi. A Hokkaido il pika siberiano occupa un areale ristretto alle montagne centrali intorno al monte Daisetsu ed è di particolare importanza ai fini della conservazione, in quanto è una popolazione relitta presente sull'isola dall'era glaciale.

## Popolazione
Le aree montane dell'ecoregione sono scarsamente abitate. La presenza umana permanente è limitata a piccoli insediamenti situati nelle valli o presso le principali vie di comunicazione, spesso legati a turismo, silvicoltura e attività stagionali come la raccolta di funghi e prodotti forestali. Le città più grandi si trovano sulle pianure periferiche, mentre le zone centrali e più elevate sono praticamente prive di insediamenti stabili. L'ecoregione riveste una grande importanza per le popolazioni locali sia come risorsa forestale sia come area di svago, escursionismo e sport invernali. Numerosi sentieri attraversano i parchi nazionali, richiamando visitatori da tutto il Giappone e dall'estero, ma la pressione antropica rimane localizzata. La tradizionale cultura Ainu, popolazione indigena di Hokkaido, era un tempo legata all'utilizzo delle risorse forestali, ma oggi la presenza e le attività degli Ainu in queste zone sono molto ridotte.

## Aree protette
Entro i confini di questa ecoregione ricadono quattro parchi nazionali:
- il parco nazionale di Daisetsuzan;
- il parco nazionale di Akan;
- il parco nazionale di Kushiro-shitsugen;
- il parco nazionale di Shikotsu-Tōya.